# لکی (کنارک)
لکی (زرآباد)، روستایی از توابع بخش مرکزی شهرستان زرآباد در استان سیستان و بلوچستان ایران است.

## جمعیت
این روستا در دهستان اسماعیل چات قرار دارد و براساس سرشماری مرکز آمار ایران در سال ۱۳۸۵، جمعیت آن زیر سه خانوار بوده‌است.